# Svenljunga (plaats)
Svenljunga is de hoofdplaats van de gemeente Svenljunga in het landschap Västergötland en de provincie Västra Götalands län in Zweden. De plaats heeft 3379 inwoners (2005) en een oppervlakte van 436 hectare. De plaats ligt aan de rivier de Ätran. In 1916 had de plaats 1455 inwoners en in 1954 had de plaats 2478 inwoners.

## Verkeer en vervoer
Bij de plaats lopen de Länsväg 154 en Länsväg 156.

## Geboren
- Tommy Prim (1955), wielrenner
- Robin Bengtsson (1990), zanger